# Agrotis psammophila
Agrotis psammophila är en fjärilsart som beskrevs av Köhler 1961. Agrotis psammophila ingår i släktet Agrotis och familjen nattflyn. Inga underarter finns listade i Catalogue of Life.